# Paweł Samecki
Paweł Samecki (Łódź, 12 marzo 1958) è un economista e politico polacco.
È stato commissario europeo.

## Carriera accademica
Samecki si è laureato all'università di Łódź ed ha conseguito il dottorato in economia. Ha studiato anche presso la London School of Economics.
Dopo gli studi intraprese la carriera accademica. Ha lavorato per un periodo alla sede di Natolin del Collegio d'Europa.

## Carriera politica
Samecki è un esponente di Piattaforma Civica, un partito liberal-conservatore.
A partire dal 1991 ricoprì vari incarichi e collaborò con il governo polacco. Tra il 1997 e il 1998 fu viceministro delle finanze e dal 1998 al 2002 sottosegretario presso il comitato per l'integrazione europea.
Nel 2004 entrò a far parte del comitato di gestione della banca nazionale della Polonia, da cui si dimise quando venne indicato dal governo polacco come membro della Commissione Barroso I, in seguito alle dimissioni di Danuta Hübner. Samecki le subentrò per alcuni mesi, mantenendo la sua delega alla politica regionale.

## Vita privata
Samecki è sposato ed ha due figli.